# 納爾遜 (加利福尼亞州)
納爾遜（英語：Nelson）是位於美國加利福尼亞州比尤特縣的一個非建制地區。該地的面積和人口皆未知。

## 地理
納爾遜的座標為39°33′08″N 121°45′56″W / 39.55222°N 121.76556°W，而該地的平均海拔高度為37米（即121英尺）。